# World Basketball League 1990
La stagione WBL 1990 fu la terza della World Basketball League. Parteciparono 7 squadre in un unico girone. Le squadre WBL incontrarono alcuni team internazionali in incontri validi per la regular season.
Rispetto alla stagione precedente si aggiunsero gli Erie Wave, i Memphis Rockers e i Saskatchewan Storm. I Worcester Counts scomparvero.

## Squadre partecipanti
- Calgary 88's
- Erie Wave
- Illinois Express
- L.V. Silver Streaks
- Memphis Rockers
- Saskatc. Storm
- Youngstown Pride

## Classifica
| Squadra                  | V  | P  | %    | GB |
| ------------------------ | -- | -- | ---- | -- |
| Youngstown Pride C       | 38 | 8  | 82,6 | -  |
| Las Vegas Silver Streaks | 32 | 14 | 69,6 | 6  |
| Calgary 88's             | 29 | 17 | 63,0 | 9  |
| Illinois Express         | 27 | 19 | 58,7 | 11 |
| Memphis Rockers          | 27 | 19 | 58,7 | 11 |
| Saskatchewan Storm       | 19 | 27 | 41,3 | 19 |
| Erie Wave                | 12 | 34 | 26,1 | 26 |
| International Teams      | 5  | 51 | 8,9  |    |

## Play-off

### Primo turno
| 25 agosto | Calgary 88's | 113 – 98 | Erie Wave |  |

| 26 agosto | Calgary 88's | 135 – 105 | Erie Wave |  |

| 25 agosto | Illinois Express | 110 – 108 (d.1t.s.) | Memphis Rockers |  |

| 26 agosto | Memphis Rockers | 105 – 101 | Illinois Express |  |

| 28 agosto | Memphis Rockers | 108 – 98 | Illinois Express |  |

| 27 agosto | Las Vegas Silver Streaks | 128 – 124 (d.1t.s.) | Saskatchewan Storm |  |

| 28 agosto | Las Vegas Silver Streaks | 120 – 107 | Saskatchewan Storm |  |

### Semifinali
| 30 agosto | Memphis Rockers | 92 – 89 | Youngstown Pride |  |

| 31 agosto | Youngstown Pride | 106 – 97 | Memphis Rockers |  |

| 2 settembre | Youngstown Pride | 107 – 104 (d.1t.s.) | Memphis Rockers |  |

| 31 agosto | Las Vegas Silver Streaks | 125 – 112 | Calgary 88's |  |

| 1º settembre | Calgary 88's | 125 – 114 | Las Vegas Silver Streaks |  |

| 2 settembre | Calgary 88's | 127 – 121 | Las Vegas Silver Streaks |  |

### Finale
| 4 settembre | Youngstown Pride | 111 – 102 | Calgary 88's |  |

| 5 settembre | Calgary 88's | 111 – 106 | Youngstown Pride |  |

| 7 settembre | Calgary 88's | 105 – 104 | Youngstown Pride |  |

| 8 settembre | Youngstown Pride | 123 – 104 | Calgary 88's |  |

| 11 settembre | Youngstown Pride | 109 – 99 | Calgary 88's |  |

### Tabellone
|  | Primo turno | Primo turno  | Primo turno |           |            | Semifinali | Semifinali | Semifinali |  |  | Finale | Finale | Finale |  |
|  |             |              |             |           |            |            |            |            |  |  |        |        |        |  |
|  |             |              |             |           |            | 1          | Youngstown | 2          |  |  |        |        |        |  |
|  |             |              |             |           |            | 1          | Youngstown | 2          |  |  |        |        |        |  |
|  |             |              | 5           | Memphis   | 1          |            |            |            |  |  |        |        |        |  |
|  | 5           | Memphis      | 5           | Memphis   | 1          | 2          |            |            |  |  |        |        |        |  |
|  | 5           | Memphis      |             |           |            |            |            |            |  |  |        |        |        |  |
|  | 4           | Illinois     | 1           |           |            |            |            |            |  |  |        |        |        |  |
|  | 4           | Illinois     | 1           |           | Youngstown | Youngstown | 3          |            |  |  |        |        |        |  |
|  |             |              |             |           |            |            |            |            |  |  |        |        |        |  |
|  |             |              | Calgary     | Calgary   | 2          |            |            |            |  |  |        |        |        |  |
|  | 3           | Calgary      | Calgary     | Calgary   | 2          | 2          |            |            |  |  |        |        |        |  |
|  | 3           | Calgary      |             |           |            |            |            |            |  |  |        |        |        |  |
|  | 7           | Erie         | 0           |           |            |            |            |            |  |  |        |        |        |  |
|  | 7           | Erie         | 0           |           | 3          | Calgary    | 2          |            |  |  |        |        |        |  |
|  |             |              |             |           | 3          | Calgary    | 2          |            |  |  |        |        |        |  |
|  |             |              | 2           | Las Vegas | 1          |            |            |            |  |  |        |        |        |  |
|  | 6           | Saskatchewan | 2           | Las Vegas | 1          | 0          |            |            |  |  |        |        |        |  |
|  | 6           | Saskatchewan |             |           |            |            |            |            |  |  |        |        |        |  |
|  | 2           | Las Vegas    | 2           |           |            |            |            |            |  |  |        |        |        |  |

## Vincitore
| Campione WBL 1990            |
| ---------------------------- |
| Youngstown Pride (2º titolo) |

## Statistiche
| Categoria             | Giocatore      | Squadra                  | Stat |
| --------------------- | -------------- | ------------------------ | ---- |
| Punti per gara        | Jamie Waller   | Las Vegas Silver Streaks | 26,5 |
| Rimbalzi per gara     | Vincent Askew  | Memphis Rockers          | 9,8  |
| Assist per gara       | Mark Wade      | Youngstown Pride         | 11,5 |
| Palle rubate per gara | Andre Turner   | Memphis Rockers          | 2,4  |
| Stoppate per gara     | John Hegwood   | Calgary 88's             | 1,3  |
| FG%                   | Vincent Askew  | Memphis Rockers          | 60,6 |
| FT%                   | Chip Engelland | Calgary 88's             | 93,6 |
| 3FG%                  | Chip Engelland | Calgary 88's             | 51,3 |

## Premi WBL
- WBL Coach of the Year: Sonny Allen
- WBL Sixth Man of the Year: Troy Lewis
- WBL Championship MVP: Barry Mitchell
- All-WBL Team
  - Fred Cofield, Youngstown Pride
  - Mario Elie, Youngstown Pride
  - Chip Engelland, Calgary 88's
  - Alfredrick Hughes, Illinois Express
  - Jamie Waller, Las Vegas Silver Streaks
- WBL All-Defensive Team
  - Barry Mitchell, Youngstown Pride
  - Mark Wade, Youngstown Pride
  - Carlos Clark, Calgary 88's
  - Cedric Hunter, Las Vegas Silver Streaks
  - Perry McDonald, Illinois Express